# Ottopagine
Ottopagine è un giornale on-line italiano, con sede ad Avellino.

## Storia
Nato nel 1995 come quotidiano cartaceo in ambito provinciale ed esteso dal 2012 anche al beneventano, cessò le pubblicazioni il 4 aprile 2015, convertito in testata giornalistica online.
Ottopagine è edito dalla società Unicorn S.r.l., le cui quote societarie sono detenute dalla Fondazione Lumina (società senza scopo di lucro).
Oltre al sito web è attivo anche un canale televisivo, OttoChannel, disponibile online sul canale 16 della TDT con tre studi ad Avellino, Benevento e Salerno.